# Boxe aux Jeux du Commonwealth de 1986
Navigation
Édition précédente Édition suivante
Les compétitions de boxe anglaise des Jeux du Commonwealth 1986 se sont déroulées du 24 juillet au 2 août à Édimbourg, Écosse.

## Résultats

### Podiums
| Catégories                    | Or           | Argent           | Bronze                        |
| Poids mi-mouches (-49 kg)     | Scott Olson  | Mark Epton       | Todd Johnston Wilson Docherty |
| Poids mouches (-51 kg)        | John Lyon    | Leonard Makhanya | Kerry Webber Steve Beaupré    |
| Poids coqs (-54 kg)           | Sean Murphy  | Roy Nash         | Glen Brooks John Sillitoe     |
| Poids plumes (-57 kg)         | Bill Downey  | Peter English    | Chris Carleton Johnny Wallace |
| Poids légers (-60 kg)         | Asif Dar     | Neil Haddock     | Byton Mphande Joe Jacobs      |
| Poids super-légers (-63,5 kg) | Howard Grant | David Clencie    | Brendan Lowe Solomon Kondowe  |
| Poids welters (-67 kg)        | Darren Dyer  | James McAllister | John Shaw Damien Denny        |
| Poids super-welters (-71 kg)  | Danny Sherry | Rick Finch       | Glynn Thomas Alex Mullen      |
| Poids moyens (-75 kg)         | Rod Douglas  | Jeff Harding     | Patrick Tinney George Ferry   |
| Poids mi-lourds (-81 kg)      | Jim Moran    | Harry Lawson     | Brett Kolosofski Byron Pullen |
| Poids lourds (-91 kg)         | Jimmy Peau   | Douglas Young    | Dominic d'Amico Eric Cardouza |
| Poids super-lourds (+91 kg)   | Lennox Lewis | Aneurin Evans    | James Oyebola                 |

### Tableau des médailles
| Place | Pays              | Médaille d'or | Médaille d'argent | Médaille de bronze | Total |
| ----- | ----------------- | ------------- | ----------------- | ------------------ | ----- |
| 1     | Canada            | 6             | 0                 | 4                  | 10    |
| 2     | Angleterre        | 5             | 2                 | 3                  | 10    |
| 3     | Nouvelle-Zélande  | 1             | 0                 | 1                  | 2     |
| 4     | Écosse            | 0             | 3                 | 4                  | 7     |
| 5     | Australie         | 0             | 3                 | 0                  | 3     |
| 6     | Pays de Galles    | 0             | 2                 | 3                  | 5     |
| 7     | Irlande du Nord   | 0             | 1                 | 5                  | 6     |
| 8     | Swaziland         | 0             | 1                 | 0                  | 1     |
| 9     | Malawi            | 0             | 0                 | 2                  | 2     |
| 10    | Jersey            | 0             | 0                 | 1                  | 1     |
| Total | 10 pays médaillés | 12            | 12                | 23                 | 47    |